# Pimelimyia rufina
Pimelimyia rufina là một loài ruồi trong họ Tachinidae.